# Chalais (Indre)
Chalais település Franciaországban, Indre megyében. Lakosainak száma 151 fő (2022. január 1.). Chalais Bélâbre, Ciron, Lignac, Oulches, Prissac és Ruffec községekkel határos.

## Népesség
A település népességének változása:
| Lakosok száma | 325  | 198  | 186  | 164  | 159  | 145  | 140  | 149  | 153  | 151  |
|               | 1968 | 1982 | 1990 | 2006 | 2013 | 2015 | 2017 | 2019 | 2020 | 2022 |